# 디브강
디브강은 프랑스 노르망디에 있는 강이다. 이것은 카부르에서 영국 해협을 향해 들어간다. 총 길이는 105 km이다. 제2차 세계 대전 때는 노르망디 전역의 전장이기도 했다.